# یواس‌اس هالیس (دی‌ئی-۷۹۴)
یواس‌اس هالیس (دی‌ئی-۷۹۴) (به انگلیسی: USS Hollis (DE-794)) یک کشتی بود که طول آن ۳۰۶ فوت (۹۳ متر) بود. این کشتی در سال ۱۹۴۳ ساخته شد.